# Костромська АЕС
Костромська атомна електростанція (рос. Костромская АЭС) — недобудована атомна електростанція в Росії. Розташований в Костромській області поблизу міст Буй і Чисті Бори, приблизно за 75 кілометрів від Костроми. Це мала бути перша електростанція з реакторами РБМК-2400, але пізніше проєкт був перероблений до РБМК-1500. Фінансування проєкту було припинено в 1992 році. 8 грудня 1996 року в Костромській області відбувся референдум, на якому 87% виборців відкинули ідею продовження будівництва АЕС.

## Історія та технічна інформація

### Початки
У 1978 році вперше було підготовлено техніко-економічне обґрунтування будівництва атомної електростанції в східній частині центральної Росії. 15 квітня 1980 року будівництво було погоджено Міністром енергетики СРСР, щоб 11 червня 1980 року розпочалися перші будівельні роботи. 26 червня 1980 року група експертів із 44 осіб вибрала місце поблизу селища Чисті Бори, яке згодом було перетворено на місто.
Спочатку передбачалося побудувати два блоки РБМКП-2400 повною потужністю 2400 МВт кожен з чотирма турбінами по 600 МВт, але вже на початку 1980-х років проєкт змінили на два РБМК-1500. Об’єкт мав використовувати для охолодження велике озеро, дамби якого почали будувати у 1980-х роках і яке нагадувало б Чорнобильське. Електроенергія мала розподілятися підстанцією 500 кВ, а потім перетворюватися на 220 кВ, 110 кВ, 10 кВ і 6 кВ.
Однак у 1986 році сталася аварія на Чорнобильській АЕС, і від планів будівництва РБМК-1500 врешті-решт відмовилися. Уряд Костромської області 15 червня 1990 року 100 голосами проти двох проголосував проти будівництва АЕС. Незабаром після цього Радянський Союз розпався, що призвело до економічної кризи в Росії. В результаті подальше фінансування проєкту було припинено в 1992 році.

### Після 1991 року
Після розпаду Радянського Союзу Костромська область знову зацікавилася атомною електростанцією в 1992 році, отримавши нове керівництво. 21 квітня 1993 року було видано нове техніко-економічне обґрунтування. У тому ж році пожертви місцевих жителів профінансували добудову допоміжного котла, який працював на мазуті для забезпечення централізованого опалення. Однак через погані умови на майданчику споруду було побудовано на найнижчому рівні, що призвело до повторних розливів нафти та розливів нафти в навколишнє середовище невдовзі після введення в експлуатацію. У цей момент вже підозрювали, що будівництво АЕС, ймовірно, буде проходити так само. Крім того, Мінатом, тодішній попередник Росатома, вказував, що АЕС не вирішить фінансових проблем Костромської області.
19 липня 1994 року було прийнято рішення про будівництво чотирьох ВПБЕР-600 потужністю по 600 МВт кожна. У рамках можливого будівництва передбачалося провести референдум, чи погодиться населення з АЕС. Крім того, референдум проходив під наглядом Greenpeace. Всього взяли участь 58,12% жителів Костромської області, з них за будівництво АЕС - 10,46%, проти - 87,44%. Після референдуму планування АЕС було припинено.
Однак група інженерів із сусіднього робітничого селища Чисті Бори подала до суду на референдум у 1999 році, стверджуючи, що він порушує конституцію, а тому є недійсним. Суд ухвалив рішення проти референдуму для інженерів. 20 липня 2000 року було вирішено не продовжувати реалізацію проєкту з реакторами ВПБЕР, однак проєкт було переглянуто та обрано 4 чотириконтурних реактори з водою під тиском ВВЕР-1000/392, але жодного прогресу так і не було.

### Центральна АЕС
1 березня 2007 року всі попередні укази, які перешкоджали будівництву атомної електростанції в Костромській області, були скасовані, оскільки від проєкту було вирішено не відмовлятися. Але нова електростанція має бути розташована приблизно за 10 кілометрів на північний захід від міста Буй.
14 жовтня 2008 року губернатору Костромської області було передано заяву про наміри інвестувати в будівництво двох ядерних реакторів, підписану генеральним директором державної компанії «Росатом» Сергієм Кирієнко. Спочатку було обрано чотири чотириконтурні реактори з водою під тиском ВВЕР-1200, але пізніше це рішення було змінено, і тепер проєкт включає два ВВЕР-ТОІ. Загальна валова потужність електростанції має становити 2510 МВт.
У квітні 2011 року було оголошено, що «Росатом» отримав ліцензію Ростехнагляду, але будівництво в наступні роки не планується.

## Інформація про реактори
| Реактор    | Тип реактора | Продуктивність | Продуктивність | Початок будівництва                             | Підключення до мережі                           | Введення в експлуатацію                         | Закриття |
| Реактор    | Тип реактора | Нетто          | Брутто         | Початок будівництва                             | Підключення до мережі                           | Введення в експлуатацію                         | Закриття |
| ---------- | ------------ | -------------- | -------------- | ----------------------------------------------- | ----------------------------------------------- | ----------------------------------------------- | -------- |
| Кострома-1 | РБМК-1500    | 1380 МВт       | 1500 МВт       | Підготовка до будівництва скасована в 1992 році | Підготовка до будівництва скасована в 1992 році | Підготовка до будівництва скасована в 1992 році |          |
| Кострома-2 | РБМК-1500    | 1380 МВт       | 1500 МВт       | Підготовка до будівництва скасована в 1992 році | Підготовка до будівництва скасована в 1992 році | Підготовка до будівництва скасована в 1992 році |          |